# Super League (Cina)
La Chinese Football Association Super League (in cinese 中国足球协会超级联赛, in pinyin Zhōngguó Zúqiú Xiéhuì Chāojí Liánsài), conosciuta come Chinese Super League (中超联赛) o CSL, è la massima serie del campionato cinese di calcio.
Il campionato, governato dalla Federazione calcistica della Cina, è nato nel 1951, anche se è diventato professionistico solo nel 1994.
L'attuale massima divisione è stata istituita nel 2004 grazie ad una modifica del precedente massimo campionato, la Chinese Football Association Jia-A League (da non confondere con la Chinese Football Association Jia League o China League One, che è l'attuale seconda divisione). Come nella maggior parte delle nazioni in cui durante l'inverno la temperatura è particolarmente bassa, la stagione calcistica inizia nel mese di marzo e termina a novembre, svolgendosi, pertanto, in un anno solare.
In rapida crescita tecnica ed economica, il massimo campionato di calcio professionistico della Cina ha incrementato nel 2016 i propri ricavi del 2.567%, raggiungendo un budget di 250 milioni di euro soltanto per i diritti televisivi, avendo la società televisiva Ti'ao Power (di proprietà di China Media Capital) comprato i diritti della CSL dal 2016 al 2020 per una cifra complessiva di 1,2 miliardi di euro.
La Super League, composta in origine da 12 club, è stata poi allargata fino a 18 squadre per poi tornare a 16 dalla stagione 2023. La squadra più titolata è il Guangzhou, vincitore di 8 campionati.
La Super League cinese è uno dei campionati sportivi professionistici più popolari in Cina, con una media di 17 870 presenze alle partite di campionato nella stagione 2023. La CSL è il settantaquattresimo campionato sportivo professionistico nazionale al mondo e il quinto campionato di calcio professionistico in Asia, dietro J1 League, Saudi Pro League, K League e Gulf Pro League.

## Formula e regolamento
A differenza di quanto avviene per molti campionati europei, la stagione calcistica della Super League cinese inizia a febbraio o marzo e finisce a novembre o dicembre, concludendosi, dunque, in un anno solare. In ogni stagione una squadra incontra ciascuna altra squadra per due volte, una volta in casa e una in trasferta, per un totale di 30 giornate e 240 partite di campionato totali.
Alla fine della stagione, le ultime due classificate retrocedono in League One e sono sostituite dalle prime due classificate in League One, che sono promosse in massima serie. Si qualificano alla AFC Champions League della stagione successiva le prime tre classificate e la vincitrice della Coppa di Cina. Se a vincere la Coppa di Cina è una squadra piazzatasi in campionato al primo, al secondo o al terzo posto, a qualificarsi alla AFC Champions League è la quarta classificata in campionato.

### Numero di partecipanti
- 1951-1953: 8 club
- 1954: 5 club
- 1955: 11 club
- 1956: 10 club
- 1957-1958: 12 club
- 1960: 23 club
- 1961: 21 club
- 1962: 29 club
- 1963: 26 club
- 1964: 12 club
- 1965-1966: 10 club
- 1972: 32 club
- 1973: 39 club
- 1974: 42 club
- 1976: 36 club
- 1977: 40 club
- 1978-1982: 16 club
- 1983: 17 club
- 1984-1985: 16 club
- 1986: 15 club
- 1987: 8 club
- 1988: 21 club
- 1989-1993: 8 club
- 1994-1997: 12 club
- 1998-2001: 14 club
- 2002-2003: 15 club
- 2004: 12 club
- 2005: 14 club
- 2006-2007: 15 club
- 2008-2021: 16 club
- 2022: 18 club
- 2023-presente: 16 club

## Partecipazioni per squadra
Sono 40 le squadre che hanno preso parte ai 22 campionati di CSL che sono stati disputati a partire dal 2004 fino alla stagione 2025. Shandong, Shanghai Shenhua, Beijing Guoan e Tianjin Tigers sono le uniche squadre ad essere sempre presenti e, insieme allo Shanghai Port, a non essere mai retrocesse dalla Super League. In grassetto le squadre che partecipano alla stagione 2025 e in corsivo le squadre che non esistono più.
- 22 volte:  Beijing Guoan,  Shandong Taishan,  Shanghai Shenhua,  Tianjin Jinmen Hu
- 18 volte:  Changchun Yatai,  Henan,  Guangzhou Cheng
- 14 volte:  Beijing Renhe,  Guangzhou,  Zhejiang Zhiye
- 13 volte:  Liaoning,  Shenzhen,  Qingdao Hainiu,  Shanghai Haigang
- 12 volte:  Chongqing Liangjiang,   Jiangsu Suning
- 9 volte:  Dalian Shide,  Dalian Pro
- 7 volte:  Cangzhou Xiongshi,  Hebei FC
- 6 volte:  Shanghai Shenxin
- 5 volte:  Wuhan Changjiang
- 4 volte:  Wuhan O.V.,  Chengdu Rongcheng,  Meizhou Kejia,  Wuhan San Zhen
- 3 volte:  C. Tiancheng,  Tianjin Tianhai
- 2 volte:  Shenzhen Xin Pengcheng,  Qingdao Qingchundao,  Nantong Zhiyun,  Guizhou Hengfeng,  Qingdao,  Shanghai Liancheng,  S. Guancheng,  Xiamen Lanshi,  Yanbian Fude
- 1 volta:  Yunnan Yukun,  Dalian Yingbo,  Zhejiang Yiteng

## Storia

### Origini
La Chinese National Football League fu fondata nel 1951, con il nome di National Football Conference, e si svolse inizialmente secondo un girone all'italiana con la partecipazione di 8 squadre. Nel 1954 la competizione cambiò nome in National Football League e nel 1956 fu scissa in due divisioni; nel 1957 fu adottato un sistema di promozioni e retrocessioni tra le due divisioni.
Negli anni '80 la Federazione calcistica della Cina aprì alla sponsorizzazione di varie imprese, che investirono dei capitali consistenti nel calcio. La lega inaugurò la propria epoca semi-professionistica nel 1987, quando, sponsorizzata da Goldlion Group, fu articolata per la prima volta secondo partite di andata e ritorno, con 8 partecipanti: oltre al Liaoning, vincitore del campionato nel 1985 e esentato dal campionato del 1986 perché impegnato nel Campionato d'Asia per club 1986, vi parteciparono le prime 7 classificate nel campionato del 1986. Il campionato assunse il nome di National Football League Division 1 Group A e poco dopo di Jia-A League, mentre gli altri 8 club della Division 1 e i primi 4 classificati in Division 2 presero parte alla Chinese Jia-B League. I due gruppi si fusero nel 1988, ma tornarono nuovamente divisi nel 1989.
Nel 1994, nell'ambito della riforma sportiva attuata in Cina, la Jia-A League divenne la massima serie professionistica del paese. L'adozione del professionismo giovò inizialmente alla Jia-A League, ma alla fine degli anni '90 numerose furono le critiche mosse nei confronti della mancanza di continuità nei regolamenti federali e dello scarso sviluppo del calcio cinese, mentre casi di combine e corruzione minavano la credibilità dell'intero movimento. Il caos che caratterizzava la Jia-A League spinse numerosi sponsor e investitori ad abbandonare i club e l'impegno nel campionato nazionale. La federcalcio cinese decise, così, di riformare il sistema calcistico della Cina, istituendo di lì a poco la Chinese Super League, aprendosi al calciomercato libero e dando stabilità normativa ed economica alla competizione nel tentativo di rafforzare il professionismo, sul modello dei campionati calcistici europei.
Il 13 gennaio 2001 Yan Shiduo, vicepresidente federale, discusse dell'introduzione di un nuovo sistema professionistico nel calcio cinese. Nel 2002 la Federazione calcistica della Cina istituì la Chinese Super League (CSL), la cui prima edizione si tenne nel 2004.

### Fondazione
Rispetto alla Jia-A League, la CSL impose criteri molto più stringenti per i club partecipanti al massimo campionato nazionale, sia in termini di professionismo, sia in termini di amministrazione, trasparenza finanziaria e garanzie di sviluppo del settore giovanile. Il primo documento che enucleava i requisiti richiesti ai club per la partecipazione alla massima serie fu diffuso nel 2002 e in seguito fu più volte riveduto e corretto. Nel 2004 fu introdotto un sistema basato sul possesso del titolo sportivo. Oltre al campionato professionistico nazionale, la CSL istituì anche un campionato riserve e varie divisioni del campionato giovanile (Under-19, Under-17, Under-15, Under-14 e Under-13).

### Esordi della Super League
Nel 2004 si tenne la prima edizione della Super League cinese, con la partecipazione di 12 squadre. La stagione d'esordio fu segnata da controversie ereditate dalla Jia-A League, dove dal 1999 si erano succeduti vari scandali di corruzione e combine. La perdita di interesse verso il calcio cinese fu, alla fine degli anni '90, resa evidente dalla scarsa affluenza di pubblico negli stadi e da gravi perdite finanziarie.
Il piano iniziale della federazione prevedeva una retrocessione dalla massima serie e due promozioni dalla serie cadetta, al fine di portare a 14 il numero delle squadre partecipanti al campionato entro il 2006. Per due anni, però, le retrocessioni furono abolite. Nel 2005 si passò dunque a 14 squadre, dopo le promozioni di Wuhan Huanghelou e Zhuhai Zhongbang dalla League One. Nel 2006 il massimo campionato cinese avrebbe dovuto espandersi a 16 squadre con le promozioni di Xiamen Lanshi e Changchun Yatai, ma il ritiro del Sichuan Guancheng fece scendere a 15 il numero di compagini partecipanti al campionato che iniziò l'11 marzo. Anche nel 2007 le squadre rimasero 15, dato Shanghai United e Shanghai Shenhua si fusero in una sola squadra, che conservò il nome di Shanghai Shenhua.

### Epoca delle 16 squadre
Nel 2008 il massimo campionato cinese iniziò per la prima volta con 16 club ma il Wuhan protestò per le punizioni federali ricevute dopo la sfida contro il Beijing Guo'an e si ritirò dal campionato, che continuò con 15 squadre. Dal 2009 il torneo si svolge con la partecipazione di 16 compagini, con due retrocessioni in League One e due promozioni da quest'ultima divisione.
Nel 2010 uno scandalo di corruzione e partite truccate scosse il massimo campionato cinese, con gli arresti degli ex vicepresidenti federali Xie Yalong, Nan Yong e Yang Yimin. Il 22 febbraio dello stesso anno il Guangzhou Yiyao fu declassato in League One per decisione della federazione per aver combinato delle partite nel campionato di Super League del 2006 e il Chengdu Blades per combine attuate nel campionato di League One del 2007.
Nel 2011 le misure anticorruzione messe in atto dalla Federazione calcistica della Cina ebbero effetto sul ritorno in auge del campionato: l'affluenza negli stadi salì considerevolmente e squadre come Guangzhou Evergrande e Shanghai Shenhua iniziarono ad investire copiosamente nell'acquisto di calciatori stranieri, aumentando la competitività della manifestazione. Negli anni a venire, scelsero di giocare in Cina, attratti dai grandi guadagni economici, numerosi calciatori di rilievo come Didier Drogba, Nicolas Anelka, Seydou Keita, Fábio Rochemback, Frédéric Kanouté, Yakubu e Lucas Barrios. Il campionato attrasse anche allenatori stranieri come il giapponese Takeshi Okada, l'argentino Sergio Batista e l'italiano Marcello Lippi.
Nel 2012 il Guangzhou Evergrande divenne la prima squadra cinese capace di vincere il campionato per due volte consecutive.
Nel 2019 il comitato arbitrale della federcalcio cinese annunciò l'introduzione di un sistema arbitrale professionistico, con l'ingresso di due direttori di gara stranieri (Mark Clattenburg e Milorad Mažić), responsabili dell'allenamento e della preparazione degli arbitri locali, e di tre arbitri cinesi professionistici.
L'edizione 2020 della Super League fu condizionata dalla pandemia di COVID-19, tanto che il suo inizio fu posticipato al 25 luglio. Le 16 squadre furono divise in due gruppi e le partite si disputarono a Suzhou e Dalian. In via eccezionale, al termine delle due fasi a gironi, fu introdotta una fase finale a eliminazione diretta per l'assegnazione del titolo

## Politica di tesseramento di calciatori stranieri
Dal 2017 la Super League cinese limita a tre il numero di calciatori stranieri ammessi per squadra, incluso un calciatore asiatico non cinese. Dispone inoltre l'obbligo di convocare in squadra, per ogni partita, due calciatori under-23, di cui uno da schierare obbligatoriamente nella formazione titolare. Lo scopo di queste misure è promuovere il calcio locale, conformarsi alle regole internazionali per le competizioni per club dettate dall'Asian Football Confederation e limitare gli "investimenti irrazionali".
In precedenza il limite era di cinque stranieri, incluso un calciatore asiatico non cinese. Ogni squadra poteva far scendere in campo al massimo quattro calciatori stranieri per ogni partita.
A metà della stagione 2012 si decise di estendere a due altri calciatori stranieri il limite per le squadre impegnate in AFC Champions League, portando così a sette il numero di stranieri ammessi in squadra per queste compagini. La misura fu revocata nella stagione 2013.
Dalla stagione 2020 il numero di giocatori stranieri (esclusi i portieri) che i club possono iscrivere nel corso della stagione è aumentato da sei a sette e anche il numero di giocatori stranieri ammessi in ciascuna squadra CSL in un dato momento è aumentato da quattro a cinque. Un massimo di cinque giocatori stranieri possono essere registrati per ogni partita, con un massimo di quattro che possono essere schierati in qualsiasi momento durante la partita. Inoltre non ci sono limiti nella registrazione dei giocatori naturalizzati e non ci sono limiti nel mettere in campo giocatori naturalizzati di origine cinese. Tuttavia, solo un giocatore naturalizzato di discendenza non cinese può essere schierato come giocatore nativo, mentre gli altri giocatori naturalizzati di discendenza non cinese schierati saranno conteggiati come giocatori stranieri. Ogni club può registrare un giocatore di Hong Kong, Macao o Taiwan di origine cinese (esclusi i portieri), a condizione che sia stato registrato come calciatore professionista in una di queste tre federazioni per la prima volta nella sua carriera, come giocatore nativo. Di seguito la tabella con tutti i calciatori stranieri di ogni squadra nella stagione 2021 (in grassetto i trasferimenti di metà stagione):
| Squadra                | Calciatori          | Calciatori          | Calciatori           | Calciatori            | Calciatori          | Calciatori                     | Calciatori               | Calciatori       | Calciatori |
| Squadra                | 1°                  | 2°                  | 3°                   | 4°                    | 5°                  | Naturalizzati                  | Hong Kong, Macao, Taiwan | Riserve          | Trasferiti |
| ---------------------- | ------------------- | ------------------- | -------------------- | --------------------- | ------------------- | ------------------------------ | ------------------------ | ---------------- | ---------- |
| Beijing Guoan          | Fábio Abreu         | Samuel Adegbenro    | Michael Ngadeu       | Guga                  | Mamadou Traoré      | → Nico Yennaris → Arturo Cheng |                          |                  |            |
| Cangzhou Xiongshi      | Georgiy Zhukov      | Viv Solomon-Otabor  | Héber                | Ayo Obileye           |                     |                                |                          |                  |            |
| Changchun Yatai        | Serginho            | Peter Zulj          | Lazar Rosić          | Robert Berič          | Stophira Sunzu      |                                |                          | Guilherme        |            |
| Chengdu Rongcheng      | Rômulo              | Felipe Silva        | Manuel Palacios      | Timo Letschert        | Yahav Gurfinkel     | → Elkeson                      | Tim Chow                 | Andrigo          |            |
| Henan                  | Nemanja Čović       | Djordje Denic       | Frank Acheampong     | Bruno Nazário         | Iago Maidana        |                                | Oliver Gerbig            |                  |            |
| Dalian Yingbo          | Fernando Karanga    | Robson              |                      |                       |                     |                                |                          |                  |            |
| Qingdao Hainiu         | Evans Kangwa        | Elvis Sarić         | Martin Boakye        | Diego Lopes           | Nikola Radmanovac   |                                | Wang Chien-ming          | Wellington Silva |            |
| Qingdao Qingchundao    | Jean-David Beauguel | Nélson da Luz       | Brayan Riascos       | Varazdat Haroyan      | Matheus Índio       | → Alan Carvalho                | Chen Po-liang            | Orlando Berrío   |            |
| Shandong Taishan       | Jadson              | Crysan              | Matheus Pato         | Zeca                  | Valeri Q'azaishvili | → Pedro Delgado → Fernandinho  |                          | Marcel Leonardo  |            |
| Shanghai Haigang       | Oscar               | Matías Vargas       | Gustavo              | Matheus Jussa         |                     | → Tyias Browning               | Will Donkin              |                  |            |
| Shanghai Shenhua       | Ibrahim Amadou      | Cephas Malele       | João Carlos Teixeira | Wilson Manafá         | André Luis          | → Dai Wai Tsun                 | Chan Shinichi            |                  |            |
| Shenzhen Xin Pengcheng | Edu García          | Samuel Armenteros   | Rade Dugalić         | Tiago Leonco          | Jorge Ortiz         |                                | Matt Orr                 | Júnior Negrão    |            |
| Tianjin Jinmen Hu      | Albion Ademi        | Andrea Compagno     | Mile Škorić          | Diogo Silva           | Xadas               |                                |                          | Alex Grant       |            |
| Wuhan San Zhen         | Park Ji-soo         | Romário Baldé       | Darlan               | Joca                  |                     | → Denny Wang                   |                          |                  |            |
| Yunnan Yukun           | Nyasha Mushekwi     | Alexandru Ioniță    | Zakaria Labyad       |                       |                     |                                | Wang-Kit Tsui            |                  |            |
| Zhejiang Zhiye         | Lucas Possignolo    | Franko Andrijasevic | Jean Evrard Kouassi  | Deabeas Owusu-Sekyere |                     | → Alexander N'Doumbou          | Nok Hang Leung           |                  |            |

## Squadre
Stagione 2024.
| Squadra               | Nome cinese | Proprietario                                  | Stadio                                       | Capienza |
| --------------------- | ----------- | --------------------------------------------- | -------------------------------------------- | -------- |
| Beijing Guoan         | 北京国安    | Sinobo Group                                  | Stadio dei Lavoratori di Pechino             | 70.161   |
| Cangzhou Mighty Lions | 沧州雄狮    | Everbright Group                              | Stadio di Cangzhou                           | 31.836   |
| Changchun Yatai       | 长春亚泰    | Jilin Yatai Group                             | Stadio municipale di Changchun               | 38.500   |
| Chengdu Rongcheng     | 成都兴城    | Chengdu Better City Investment Group Co., Ltd | Stadio del Centro sportivo di Shuangliu      | 26.000   |
| Henan                 | 河南        | Henan Haolin Investment (95.7%)               | Stadio nautico di Zhengzhou                  | 29.800   |
| Meizhou Hakka         | 梅州客家    | Wei Real Estate Development Co., Ltd.         | Stadio della Contea di Wuhua                 | 27.000   |
| Nantong Zhiyun        | 南通支云    | Nantong Municipal Football Association        | Centro sportivo olimpico di Rugao            | 15.000   |
| Qingdao Manatee       | 青岛海牛    | Qingdao Jonoon Group                          | Qingdao Tiantai Stadium                      | 20,525   |
| Qingdao West Coast    | 青岛青春岛  |                                               | Conson Stadium                               | 45,000   |
| Shandong Taishan      | 山东泰山    | State Grid Corporation of China               | Stadio del Centro sportivo olimpico di Jinan | 56.800   |
| Shanghai Port         | 上海海港    | Gruppo Shanghai International Port            | Stadio calcistico di Pudong                  | 37.000   |
| Shanghai Shenhua      | 上海申花    | Greenland Group                               | Stadio Hongkou                               | 33.060   |
| Shenzhen Peng City    | 深圳新鹏城  | City Football Group                           | Stadio calcistico di Chengdu                 | 27,000   |
| Tianjin Tigers        | 天津津门虎  | TEDA Investment Holding Co., Ltd.             | Stadio del Centro olimpico di Tientsin       | 54.700   |
| Wuhan Three Towns     | 武汉三镇    | Wuhan Shangwen Football Club Co., Ltd.        | Centro sportivo e culturale di Suzhou Hankou | 20.000   |
| Zhejiang              | 浙江绿城    | Greentown China                               | Yellow Dragon Sports Center                  | 52.672   |

### Ex squadre
| Squadra                       | Nome Cinese  | Stagioni in CSL                                      | Miglior piazzamento        | Peggior piazzamento   | Lega attuale                 |
| ----------------------------- | ------------ | ---------------------------------------------------- | -------------------------- | --------------------- | ---------------------------- |
| Guangzhou                     | 广州         | dal 2008 al 2009, dal 2011 al 2022                   | 1°, dal 2011 al 2017, 2019 | 17°, 2022             | China League One             |
| Shenzhen                      | 深圳FC       | dal 2004 al 2011, dal 2019 al 2023                   | 1°, 2004                   | 16°, 2011, 2023       | Sciolta                      |
| Dalian Pro                    | 大连人       | dal 2012 al 2014, dal 2017 al 2023                   | 5°, 2012, 2013             | 15°, 2014, 2021, 2023 | Sciolta                      |
| Guangzhou City                | 广州城       | dal 2004 al 2010, dal 2012 al 2022                   | 3°, 2014                   | 16°, 2010             | Sciolta                      |
| Hebei                         | 河北         | dal 2016 al 2022                                     | 4°, 2017                   | 18°, 2022             | Sciolta                      |
| Wuhan Yangtze River           | 武汉长江     | 2013, dal 2019 al 2022                               | 6°, 2019                   | 16°, 2013, 2022       | Sciolta                      |
| Chongqing Liangjiang Athletic | 重庆两江竞技 | dal 2004 al 2006, dal 2009 al 2010, dal 2015 al 2021 | 6°, 2020                   | 16°, 2009             | Sciolta                      |
| Qingdao                       | 青岛         | dal 2020 al 2021                                     | 14°, 2020                  | 16°, 2021             | Sciolta                      |
| Jiangsu                       | 江苏         | Dal 2009 al 2020                                     | 1°, 2020                   | 13°, 2013             | Sciolta                      |
| Tianjin Tianhai               | 天津天海     | Dal 2017 al 2019                                     | 3°, 2017                   | 14°, 2019             | Sciolta                      |
| Beijing Chengfeng             | 北京誠豐     | Dal 2004 al 2015, dal 2018 al 2019                   | 3°, 2004                   | 16°, 2019             | Sciolta                      |
| Guizhou                       | 贵州         | Dal 2017 al 2018                                     | 8°, 2017                   | 16°, 2018             | Sciolta                      |
| Liaoning Whowin               | 辽宁宏运     | dal 2004 al 2008, dal 2010 al 2017                   | 3°, 2011                   | 16°, 2017             | Fusa con lo Shenyang Urban   |
| Yanbian Funde                 | 延边富德     | Dal 2016 al 2017                                     | 9°, 2016                   | 15°, 2017             | Sciolta                      |
| Shanghai Shenxin              | 上海申鑫     | Dal 2010 al 2015                                     | 7°, 2013                   | 16°, 2015             | Sciolta                      |
| Shaoxing Keqiao Yuejia        | 绍兴柯桥越甲 | 2014                                                 | 16°, 2014                  | 16°, 2014             | Sciolta                      |
| Dalian Shide                  | 大连实德     | 2004 al 2012                                         | 1°, 2005                   | 14°, 2008, 2012       | Fusa con il Dalian Aerbin    |
| Chengdu Tiancheng             | 成都天诚     | Dal 2008 al 2009, 2011                               | 9°, 2009                   | 15°, 2011             | Sciolta                      |
| Hubei Wuhan Zhiye             | 武汉光谷     | Dal 2005 al 2008                                     | 5°, 2005                   | 16°, 2008             | Sciolta                      |
| Xiamen Lanshi                 | 厦门蓝狮     | Dal 2006 al 2007                                     | 8°, 2006                   | 15°, 2007             | Sciolta                      |
| Shanghai United               | 上海联城     | Dal 2005 al 2006                                     | 7°, 2006                   | 11°, 2005             | Fusa con lo Shanghai Shenhua |
| Sichuan Guancheng             | 四川冠城     | Dal 2004 al 2005                                     | 9°, 2004, 2005             | 9°, 2004, 2005        | Sciolta                      |

### Rivalità
Ci sono diverse rivalità chiave e derby locali che si sono formate nella Chinese Super League, tra cui:
Derby di Shanghai
- 2004: Shanghai Shenhua vs Inter Shanghai[10]
- 2005: Shanghai Shenhua vs Inter Shanghai[10] vs Shanghai United
- 2006: Shanghai Shenhua vs Shanghai United
- 2012: Shanghai Shenhua vs Shanghai Shenxin
- 2013-2015: Shanghai Shenhua vs Shanghai Shenxin v Shanghai Port
- 2016- : Shanghai Shenhua vs Shanghai Port

Derby di Canton
- 2012-2022: Guangzhou vs Guangzhou City

Derby di Dalian
- 2012: Dalian Shide vs Dalian Pro

Derby di Tientsin
- 2017-2019: Tianjin Tigers vs Tianjin Tianhai

Derby di Tsingtao
- 2024- : Qingdao Qingchundao vs Qingdao Hainiu

Derby di Pechino
- 2018-2019: Beijing Guoan vs Beijing Chengfeng

Derby di Wuhan
- 2022: Wuhan Yangtze River vs Wuhan Three Towns

## Albo d'oro

### Campionato non professionistico (1951-1993)
- 1951:  Northeast China
- 1952: Non disputato
- 1953:  Bayi
- 1954:  Northeast China
- 1955: Central Sports Institute
- 1956: Beijing Youth B
- 1957:  Beijing
- 1958:  Beijing
- 1959: Non disputato
- 1960:  Tianjin
- 1961:  Shanghai
- 1962:  Shanghai
- 1963:  Beijing
- 1964:  Beijing
- 1965:  Jilin Aodong
- 1966: Non terminato
- 1967-1972: Non disputato
- 1973:  Beijing
- 1974:  Bayi

- 1975: Non disputato
- 1976: Non terminato
- 1977:  Bayi
- 1978:  Liaoning
- 1979:  Guangdong
- 1980:  Tianjin
- 1981:  Bayi
- 1982:  Beijing
- 1983:  Tianjin
- 1984:  Beijing
- 1985:  Liaoning
- 1986:  Bayi
- 1987:  Liaoning
- 1988:  Liaoning
- 1989:  Cina B
- 1990:  Liaoning
- 1991:  Liaoning
- 1992:  Liaoning
- 1993:  Liaoning

### Jia-A League (1994-2003)
- 1994:  Dalian Shide
- 1995:  Shanghai Shenhua
- 1996:  Dalian Shide
- 1997:  Dalian Shide
- 1998:  Dalian Shide
- 1999:  Shandong Taishan
- 2000:  Dalian Shide
- 2001:  Dalian Shide
- 2002:  Dalian Shide
- 2003:  Shanghai Shenhua[11]

### Super League Cinese (2004-)
- 2004:  Shenzhen (1)
- 2005:  Dalian Shide (1)
- 2006:  Shandong Taishan (1)
- 2007:  Changchun Yatai (1)
- 2008:  Shandong Taishan (2)
- 2009:  Beijing Guoan (1)
- 2010:  Shandong Taishan (3)
- 2011:  Guangzhou E. (1)
- 2012:  Guangzhou E. (2)
- 2013:  Guangzhou E. (3)
- 2014:  Guangzhou E. (4)
- 2015:  Guangzhou E. (5)
- 2016:  Guangzhou E. (6)
- 2017:  Guangzhou E. (7)
- 2018:  Shanghai Haigang (1)
- 2019:  Guangzhou E. (8)
- 2020:  Jiangsu Suning (1)
- 2021:  Shandong Taishan (4)
- 2022:  Wuhan San Zhen (1)
- 2023:  Shanghai Haigang (2)
- 2024:  Shanghai Haigang (3)

## Vittorie per squadra
| Club              | Vittorie | Stagioni                                       | Secondi posti | Stagioni                                             |
| ----------------- | -------- | ---------------------------------------------- | ------------- | ---------------------------------------------------- |
| Guangzhou         | 8        | 2011, 2012, 2013, 2014, 2015, 2016, 2017, 2019 | 3             | 1994, 2018, 2020                                     |
| Dalian Shide      | 8        | 1994, 1996, 1997, 1998, 2000, 2001, 2002, 2005 | 0             | ---                                                  |
| Shandong Taishan  | 5        | 1999, 2006, 2008, 2010, 2021                   | 4             | 2004, 2013, 2022, 2023                               |
| Shanghai Haigang  | 3        | 2018, 2023, 2024                               | 3             | 2015, 2017, 2021                                     |
| Shanghai Shenhua  | 1        | 1995                                           | 9             | 1996, 1997, 1998, 2000, 2001, 2005, 2006, 2008, 2024 |
| Beijing Guoan     | 1        | 2009                                           | 5             | 1992, 2007, 2011, 2014, 2019                         |
| Jiangsu Suning    | 1        | 2020                                           | 2             | 2012, 2016                                           |
| Shenzhen          | 1        | 2004                                           | 1             | 2002                                                 |
| Changchun Yatai   | 1        | 2007                                           | 1             | 2009                                                 |
| Wuhan San Zhen    | 1        | 2022                                           | 0             |                                                      |
| Liaoning          | 0        | ---                                            | 1             | 1999                                                 |
| Beijing Renhe     | 0        | ---                                            | 1             | 2003                                                 |
| Tianjin Jinmen Hu | 0        | ---                                            | 1             | 2010                                                 |

- Le squadre in grigio non esistono più.

## Media spettatori
Di seguito la media degli spettatori negli stadi di Super League dalla stagione 2004 alla 2022.
- 2004: 10 838 per incontro
- 2005: 10 284 per incontro
- 2006: 10 611 per incontro
- 2007: 15 112 per incontro
- 2008: 13 444 per incontro
- 2009: 16 059 per incontro
- 2010: 12 515 per incontro
- 2011: 17 651 per incontro
- 2012: 18 740 per incontro
- 2013: 18 571 per incontro
- 2014: 18 986 per incontro
- 2015: 22 193 per incontro
- 2016: 24 159 per incontro
- 2017: 23 766 per incontro
- 2018: 24 053 per incontro
- 2019: 23 314 per incontro
- 2020: 1 597 per incontro
- 2021: 4 656 per incontro
- 2022: 680 per incontro
- 2023: 17 870 per incontro

## Classifica perpetua
La classifica perpetua (o classifica all-time) è una speciale classifica che raggruppa i risultati complessivi di tutte le squadre che hanno disputato almeno una stagione in CSL a partire dalla sua istituzione nel 2004. Questa graduatoria ha un valore esclusivamente statistico, ma può essere utile per confrontare la prestazione delle diverse squadre che hanno disputato la CSL in periodi differenti.
In questa versione della classifica perpetua sono riportati i punti effettivamente assegnati, tre punti per ogni vittoria oltre, ovviamente, a un punto per ogni pareggio e nessun punto per ogni sconfitta.

### Classifica
Statistiche aggiornate alla fine della stagione 2024.
| Militante in Super League nel 2024               |
| Militante in China League One nel 2024           |
| Militante in China League Two nel 2024           |
| Non più attivo a causa di fusione o scioglimento |

| Pos | Club                   | /21 | G   | V   | N   | P   | Pt   | MPt  | RF   | RS  | DR   |
| --- | ---------------------- | --- | --- | --- | --- | --- | ---- | ---- | ---- | --- | ---- |
| 1.  | Shandong Taishan       | 21  | 594 | 308 | 154 | 132 | 1076 | 1,81 | 1071 | 655 | +416 |
| 2.  | Beijing Guoan          | 21  | 594 | 290 | 160 | 142 | 1036 | 1,74 | 950  | 627 | +323 |
| 3.  | Shanghai Shenhua       | 21  | 594 | 245 | 179 | 170 | 902  | 1,52 | 847  | 725 | +122 |
| 4.  | Tianjin Jinmen Tiger   | 21  | 594 | 209 | 177 | 208 | 804  | 1,35 | 762  | 775 | −13  |
| 5.  | Guangzhou              | 14  | 400 | 230 | 85  | 85  | 775  | 1,94 | 805  | 420 | +385 |
| 6.  | Changchun Yatai        | 17  | 502 | 182 | 140 | 179 | 687  | 1,37 | 677  | 682 | −5   |
| 7.  | Shanghai Port          | 12  | 340 | 200 | 77  | 63  | 677  | 1,99 | 669  | 338 | +331 |
| 8.  | Guangzhou City         | 18  | 504 | 155 | 133 | 216 | 598  | 1,19 | 637  | 774 | −137 |
| 9.  | Henan                  | 17  | 488 | 149 | 145 | 194 | 591  | 1,21 | 536  | 620 | −84  |
| 10. | Zhejiang Pro           | 13  | 392 | 132 | 115 | 145 | 511  | 1,30 | 501  | 514 | −13  |
| 11. | Beijing Chengfeng      | 14  | 404 | 124 | 127 | 153 | 499  | 1,24 | 475  | 528 | −53  |
| 12. | Jiangsu                | 12  | 344 | 129 | 106 | 109 | 493  | 1,43 | 481  | 413 | +68  |
| 13. | Liaoning               | 13  | 374 | 106 | 110 | 158 | 428  | 1,14 | 440  | 566 | −126 |
| 14. | Qingdao Hainiu         | 12  | 344 | 97  | 99  | 148 | 390  | 1,13 | 365  | 464 | −99  |
| 15. | Dalian Shide           | 9   | 254 | 96  | 78  | 80  | 366  | 1,44 | 332  | 304 | +28  |
| 16. | Shenzhen               | 13  | 354 | 89  | 92  | 173 | 359  | 1,01 | 362  | 566 | −204 |
| 17. | Chongqing Liangjiang   | 12  | 322 | 79  | 92  | 151 | 329  | 1,02 | 349  | 512 | −163 |
| 18. | Dalian Pro             | 9   | 250 | 71  | 69  | 109 | 282  | 1,13 | 327  | 400 | −73  |
| 19. | Cangzhou Mighty Lions  | 7   | 200 | 51  | 61  | 78  | 214  | 1,07 | 214  | 308 | −94  |
| 20. | Hebei                  | 7   | 190 | 60  | 39  | 91  | 210  | 1,11 | 215  | 319 | -117 |
| 21. | Shanghai Shenxin       | 6   | 180 | 46  | 43  | 91  | 181  | 1,01 | 176  | 265 | −89  |
| 22. | Chengdu Better City    | 3   | 94  | 51  | 24  | 19  | 177  | 1,88 | 163  | 91  | +74  |
| 23. | Wuhan Three Towns      | 3   | 94  | 47  | 19  | 28  | 160  | 1,70 | 173  | 107 | +66  |
| 24. | Wuhan Yangtze River    | 5   | 130 | 31  | 32  | 67  | 116  | 0,89 | 138  | 216 | −78  |
| 25. | Tianjin Tianhai        | 3   | 90  | 28  | 31  | 31  | 115  | 1,28 | 127  | 134 | -7   |
| 26. | Wuhan Optics Valley    | 4   | 112 | 30  | 23  | 59  | 113  | 1,01 | 91   | 189 | −98  |
| 27. | Meizhou Hakka          | 3   | 94  | 29  | 23  | 42  | 110  | 1,17 | 98   | 138 | −40  |
| 28. | Chengdu Tiancheng      | 3   | 90  | 23  | 29  | 38  | 98   | 1,09 | 89   | 123 | −34  |
| 29. | Guizhou                | 2   | 60  | 19  | 9   | 32  | 66   | 1,10 | 73   | 111 | −38  |
| 30. | Shanghai United        | 2   | 54  | 14  | 19  | 21  | 61   | 1,13 | 50   | 60  | −10  |
| 31. | Yanbian Funde          | 2   | 60  | 15  | 14  | 31  | 59   | 0,98 | 71   | 105 | −34  |
| 32. | Xiamen Lanshi          | 2   | 56  | 13  | 19  | 24  | 58   | 1,04 | 50   | 73  | −23  |
| 33. | Sichuan Guancheng      | 2   | 48  | 12  | 16  | 20  | 52   | 1,08 | 57   | 82  | −25  |
| 34. | Nantong Zhiyun         | 2   | 60  | 9   | 17  | 34  | 44   | 0,73 | 58   | 108 | -50  |
| 35. | Qingdao Qingchundao    | 1   | 30  | 8   | 9   | 14  | 32   | 1,07 | 43   | 60  | -17  |
| 36. | Shenzhen Xin Pengcheng | 1   | 30  | 7   | 8   | 15  | 29   | 0,97 | 29   | 55  | -26  |
| 37. | Shaoxing Keqiao Yuejia | 1   | 30  | 5   | 6   | 19  | 21   | 0,70 | 35   | 56  | −21  |
| 38. | Qingdao                | 2   | 36  | 5   | 6   | 25  | 21   | 0,58 | 28   | 79  | −51  |